# Sidi Mohamed Ould Maham
Sidi Mohamed Ould Maham né en 1962, est un avocat et homme politique mauritanien.

## Biographie

### Carrière
Il est élu en 2006 député d'Atar.
En septembre 2008, il devient premier président de la Haute Cour de justice.
Réélu député d'Atar en janvier 2014, il est nommé ministre de la communication et des relations avec le parlement en février 2014.
Le 30 octobre 2018, à la suite des élections législatives il est nommé porte parole du gouvernement. La même année, il est nommé par le président ministre de la communication.
Le 3 mai 2019, il lance la chaine de télévision du Parlement Mauritanien, destinée à consacrer la démocratie, à contribuer à l’encadrement des débats parlementaires et à couvrir les activités de l’Assemblée nationale.
Ould Maham est le nouveau directeur du port autonome de Nouakchott depuis le 12 juillet 2023,.

## Prises de position
En juillet 2018, il a vivement critiqué l’absence du roi du Maroc Mohammed VI au sommet de l’Union africaine à Nouakchott.
En novembre 2018, il tourne en dérision la décision du gouvernement américain de mettre fin au statut de partenaire commercial privilégié en Afrique de la Mauritanie en raison de la persistance de l'esclavage en déclarant : « M. Trump aurait-il pris cette décision s’il s’attendait à un contrat de vente d’armes de 110 milliards de dollars avec nous ? », une allusion au montant des commandes militaires saoudiennes évoqué par le président Donald Trump pour expliquer sa réticence à suspendre le commerce des armes avec l'Arabie Saoudite après l’affaire Khashoggi,.
En décembre 2018, commentant le procès de l'opposant Biram Dah Abeid, député et président du mouvement abolitionniste IRA, qui s'ouvrait après quatre mois d'arrestation préventive, il affirme que Biram Dah Abeid est poursuivi à la suite d'une plainte et que son procès n'a rien de politique,.
En janvier 2019, à la suite du naufrage et de la disparition entre le Maroc et l'Espagne de 53 migrants clandestins, pour l'essentiel des ressortissants mauritaniens originaires de la région de Guidimakha dans le Sud mauritanien, il qualifie l'information de fausse malgré les différents témoignages et rapports d'ONG.
En avril 2019, commentant le recul de la Mauritanie dans le classement établi par RSF sur la liberté de presse dans le monde (94e place), Ould Maham a rappelé que les journalistes ne sont pas à l'abri de poursuites judiciaires, soulignant que le problème est de l'ordre de l’accès à une justice équitable,.
En juin 2019 au lendemain du premier tour de l'élection présidentielle de 2019, il justifie les mesures prises par les autorités face à la contestation des résultats et qualifie l’interruption d’internet de « préventive », en tournant en dérision l'ONG Reporters Sans Frontières expliquant que « reporters avec ou sans frontières ce n’est pas notre problème »,.